# قلعه ازرج
قلعه ازرج، روستایی از توابع بخش قره‌چای شهرستان خنداب در استان مرکزی ایران است.

## جمعیت
این روستا در دهستان اناج قرار دارد و براساس سرشماری مرکز آمار ایران در سال ۱۳۸۵، جمعیت آن ۵۵۲ نفر (۱۴۷خانوار) بوده‌است.